# Jean-Baptiste Cervoni
Jean-Baptiste Cervoni (* 19. August 1765 in Soveria; † 22. April 1809 in Eggmühl) war ein französischer General, der 1809 in der Schlacht von Eggmühl (Oberpfalz) fiel.

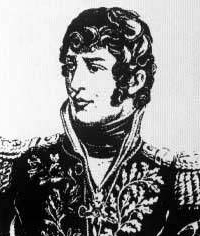
Jean-Baptiste Cervoni

## Herkunft und militärische Laufbahn
Cervoni wurde 1765 auf Korsika geboren und trat 1783 in das Königliche Korsische Regiment ein. Auf Bestreben seines Vaters verließ er 1786 die Armee, um Recht zu studieren, kehrte jedoch 1792 zum Militär zurück, wo er den Rang eines Sous-Lieutenant der Kavallerie bekleidete. Bei der Belagerung Toulons während des Ersten Koalitionskrieges im Jahr 1793 zeichnete er sich besonders aus; er wurde zweimal verwundet und zum Anführer des Bataillons befördert, später zum Brigadier.
Nach einer erneuten Beförderung zum Brigadegeneral am 14. Januar 1794 wurde er zur Italienarmee versetzt, wo er im darauffolgenden Jahr unter dem Kommando von André Masséna in der Schlacht von Loano kämpfte.
Im Frühjahr 1796 übernahm Napoleon Bonaparte das Kommando über die italienische Armee. Zu Beginn der Montenotte-Kampagne am 10. April wurde Cervonis 3.000 Mann starke Truppe von 10.000 Österreichern unter Jean-Pierre de Beaulieu angegriffen. Diese Schlacht fand bei Voltri (heute ein Vorort Genuas) statt. Cervoni führte ein Ausweichmanöver nach Westen durch und entkam der Falle. Ein Gegenangriff Bonapartes erfolgte zügig, woraufhin das Königreich Sardinien-Piemont einem Friedensschluss zustimmen musste und die Österreicher keine Wahl hatten, als abzuziehen. Während er die österreichische Armee verfolgte, half Cervoni, die Truppe bei der Schlacht bei Lodi zu versammeln.
Später nahm er an der Belagerung von Mantua teil und kämpfte in den Schlachten von Lonato, Castiglione, Arcola und Rivoli. Im Februar 1798 wurde Cervoni zum Divisionsgeneral ernannt.
Nach der Niederschlagung eines Aufstands in Rom kommandierte er eine militärische Division mit vier Abteilungen in Südwest-Frankreich. Am 14. Juni 1804 wurde er Kommandant in der Légion d’honneur. Mit der ebenfalls aus Korsika stammenden Familie Bonaparte war er befreundet. 
Im Jahr 1809 schloss er sich den gegen Österreich kämpfenden Truppen an. Am 22. April 1809 fiel General Cervoni auf dem Schlachtfeld, nachdem er von einer Kanonenkugel getroffen wurde. Er wurde in Eggmühl begraben. Hierbei handelt es sich um eines der wenigen Einzelgräber aus dieser Zeit – die meisten Soldaten wurden damals in Massengräbern beerdigt. Cervonis Name ist auf dem Arc de Triomphe in Paris eingraviert.